# 昆明经济技术开发区
昆明经济技术开发区是位于云南省昆明市官渡区，是一个国家级经济技术开发区。所在地亦是官渡区下辖的一个类似乡级单位。托管阿拉街道、洛羊街道，管辖面积156.6平方公里，常住人口约13.5万人。

## 行政区划
下辖以下地区：
昌宏路社区、昆船社区、云南航天社区、顺通社区和云知社区。